# بروس أ. وير
بروس أ. وير (بالإنجليزية: Bruce A. Ware)‏ هو عالم عقيدة أمريكي، ولد في 30 سبتمبر 1953.